# داود الروحي
داود الروحي، (بالكردية: داود ئەلۆی)‏، (بالعبرية: דָּוִד אַלְרוֹאִי‏) درس الروحي التوراة والتلمود تحت إشراف حسداي، وعلي رئيس المدرسة النظامية في بغداد. وكان أيضًا ضليعًا في الأدب الإسلامي ومعروفًا بأنه من ممارسي السحر.

## خلفية تاريخية
كانت الخلافة في أيام الروحي في حالة من الفوضى. وقد تسببت الحروب الصليبية في حالة عامة من الاضطرابات وإضعاف سلطة سلاطين آسيا الصغرى وبلاد فارس. أنشأ الزعماء المتمردون دولًا مستقلة صغيرة وفرضوا ضرائب انتخابية باهظة على جميع الذكور الذين تجاوزوا سن الخامسة عشرة.

## الادعاء بأنه المسيح
قاد داود الروحي ثورة ضد السلطان السلجوقي المكتفي، ودعا الجالية اليهودية إلى اللحاق به إلى القدس، حيث سيكون ملكًا عليهم ويحرر اليهود من أيدي المسلمين. قام الروحي بتجنيد أنصار له في جبال شفطان، وأرسل رسائل إلى الموصل وبغداد ومدن أخرى، معلناً رسالته الإلهية. وسمى نفسه مناحيم بن سليمان ثم داود الروحي عندما بدأ يدعي أنه المسيح.
كان قادرًا على إقناع العديد من اليهود بالانضمام إليه، وسرعان ما وجد نفسه مع عدد كبير من الأتباع. قرر مهاجمة قلعة بلدته الأم، العمادية، وأمر أنصاره بالتجمع في تلك المدينة، مع سيوف وأسلحة أخرى مخفية تحت أرديتهم، وإعطاء ذريعة لوجودهم، رغبتهم في دراسة التلمود.
ما حدث بعد ذلك غير مؤكد، حيث أن مصادر حياة الروحي تحكي كل منها قصة مختلفة تتشابك فيها الأحداث مع الأسطورة. ويعتقد أنه وأتباعه هُزموا، وتم إعدامه. وعلى الرغم من وفاته، استمرت المجتمعات اليهودية في إيران، وخاصة في تبريز وخوي ومراغة، في اعتباره مخلصهم وفقًا لعالم الرياضيات والمؤرخ السموأل المغربي.

## رواية بنيامين التطيلي
يروي بنيامين التطيلي أن أخبار ثورة الروحي وصلت إلى آذان السلطان، فأرسل في طلبه. "فسأله الملك المسلم: "أنت ملك اليهود؟"، فأجابه الروحي: "أنا كذلك". فألقاه السلطان بعد ذلك في سجن طبرستان. وبعد ثلاثة أيام، نجح في الهروب من السجن بأعجوبة. فأمر السلطان على الفور بإعادة اعتقاله؛ لكنه استخدم السحر وجعل نفسه غير مرئي وغادر القصر. وتبعه السلطان ونبلائه إلى ضفاف النهر، حيث أظهر نفسه، وشوهد وهو يعبر الماء على شال، وتمكن من الهروب بسهولة. وفي نفس اليوم عاد إلى العمادية، وهي رحلة تستغرق عادة عشرة أيام، وحكى القصة لأتباعه.

## الأدب
كتب رئيس الوزراء البريطاني بنيامين دزرائيلي رواية "حكاية الروحي العجيبة" عام 1833 استنادًا إلى قصة داود الروحي وثورته.